# Griefjoy
Griefjoy, anciennement Quadricolor, est un groupe de pop et rock électronique français, originaire de Nice, dans les Alpes-Maritimes. Il est composé de quatre membres : Guillaume Ferran (chant et synthétiseur), Billy Sueiro (guitare et synthétiseur), David Spinelli (synthétiseur) et Romain Chazaut (batterie).

## Biographie
Originaires de Nice, Guillaume, David, Billy et Romain, amis d'enfance et anciens élèves du lycée Masséna, forment le groupe Quadricolor en 2008. Dans les deux années qui suivent, ils sortent deux EP, — Euphony et Hide / Lie / Pretend / More / Than — et remportent plusieurs plusieurs concours, dont le CQFD des Inrocks 2010.
Le groupe devient ensuite Griefjoy, nom qui représente à leurs yeux une meilleure définition pour rassembler deux émotions antagonistes : la douleur et la joie. Un premier EP, Touch Ground, sort le 25 février 2013, sur le label Arista France (Sony), suivi d'un premier album éponyme, en septembre 2013. Suivant leur re-localisation sur Paris, le groupe sort un second album en 2016, Godspeed (Arista - Sony), élu « album du mois » au magazine Tsugi. Depuis cette date, le groupe ne montre plus signe connu d'activité.

## Discographie

### EP et albums
- 2007 : 4.04 (sous le nom de Quadricolor)
- 2009 : Euphony  (sous le nom de Quadricolor)
- 2011 : Hide / Lie / Pretend / More / Than (sous le nom de Quadricolor)
- 2013 : Griefjoy
- 2014 : Griefjoy (Gold Edition) (janvier 2014)
- 2016 : Godspeed

### EP et singles
- 2013 : Taste Me EP
- 2013 : Touch Ground EP
- Godspeed (single)
- Why Wait  (single)
- Scream Structure (single)

## Distinction
- Prix Talents W9 2014[6]